# 盎格魯波塞東龍
盎格魯波塞東龍（學名："Angloposeidon"）是蜥腳下目恐龍的一屬，化石是一節頸椎（MIWG.7306），發現於英格蘭南部威特島的白堊紀早期地層。牠們是種大型恐龍，可能屬於腕龍科。

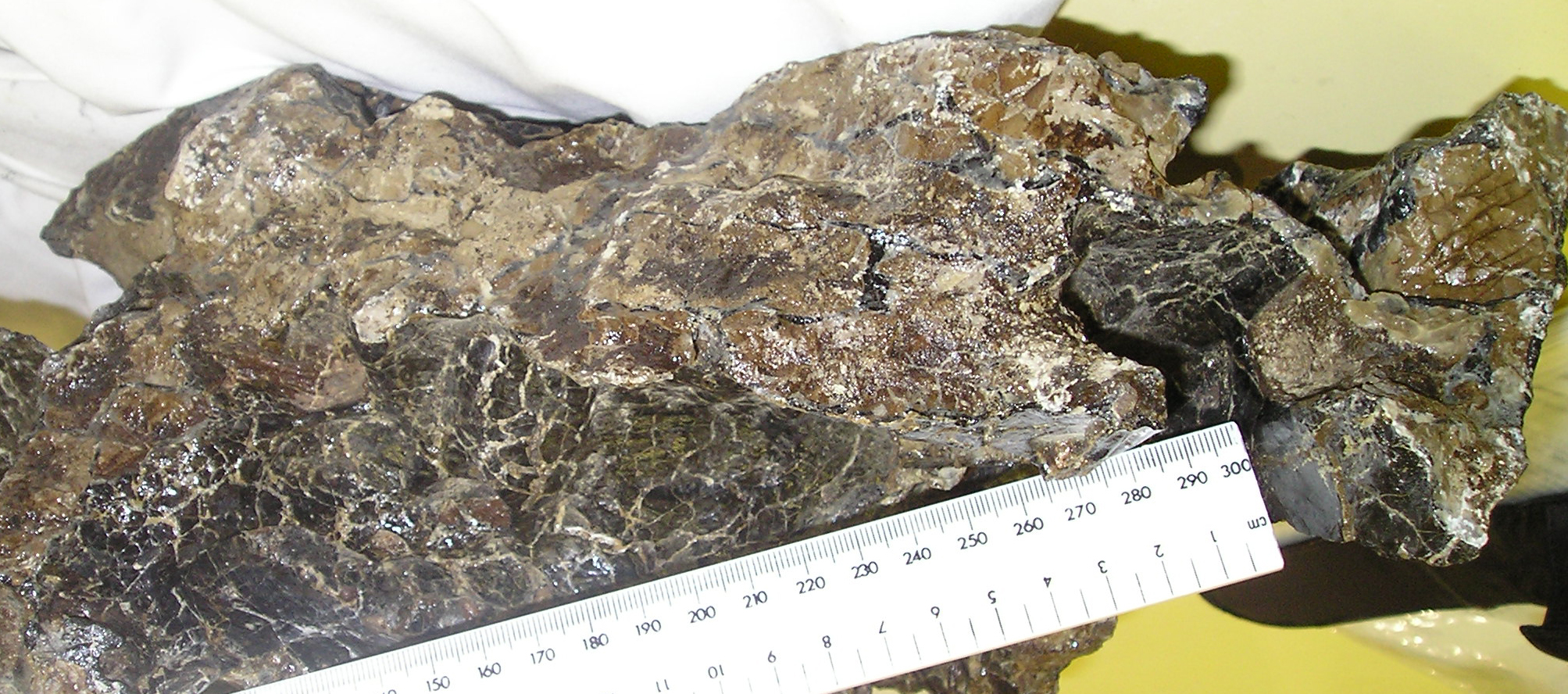
盎格魯波塞東龍化石

這個學名僅出現在德恩·奈許（Darren Naish）的2004年研究，以及他的2010年書籍《Tetrapod Zoology Book One》。但還沒有經過正式的命名過程，所以目前的狀態是個無資格名稱。

## 外部連結
- Darren Naish, co-describer's site （页面存档备份，存于）